# ماتي بيرجستروم
ماتي بيرجستروم (بالسويدية: Matti Bergström)‏ (و. 1922 – 2014 م) هو طبيب، وعالم وظائف الأعضاء من السويد، وفنلندا، توفي عن عمر يناهز 92 عاماً.